# Laminacauda sacra
Laminacauda sacra là một loài nhện trong họ Linyphiidae. Loài này được phát hiện ở Bolivia.